# Josef Newgarden
Josef Newgarden (Nashville, Tennessee, 22 december 1990) is een Amerikaans autocoureur. Hij is de Indy Lights-kampioen van 2011 en IndyCar kampioen van 2017 en 2019. In 2023 en 2024 won hij de Indianapolis 500. Hij werd hiermee de eerste coureur sinds Hélio Castroneves in 2002 die de race twee keer op een rij won.

## Carrière

### Karting
Newgarden ging karten toen hij 13 jaar was. In 2006 won hij twee klassen van de Kart Racers of America, de Junior Yamaha-klasse en won hij het TAG World Kampioenschap.

### Skip Barber
Newgarden begon zijn carrière in de eenzitters in de Skip Barber Racing School in 2006. Hij finishte hier als tweede in de Zuidelijke Regionale Series met drie overwinningen en nog zeven podia. Hij nam ook deel aan het BFGoodrich / Skip Barber Nationaal Gepresenteerd door Mazda Kampioenschap, waarin hij als zesde finishte met twee overwinningen. In 2008 bleef hij hier en werd tweede met 3 overwinningen, achter Conor Daly.

### Formule Ford
Na enkele deelnames aan de Formule Ford in 2008 en een overwinning in de Kent-klasse op het Formule Ford Festival ging Newgarden in 2009 in de Britse Formule Ford rijden. Opnieuw werd hij tweede, ditmaal achter de Brit James Cole, waarbij hij 550 punten en 9 overwinningen behaalde.

### Formule Palmer Audi
Newgarden nam deel aan de eerste ronde van de Formule Palmer Audi in 2009 op Brands Hatch, waarbij hij twee overwinningen behaalde en een vierde plaats in de derde race.

### GP3
Newgarden reed in 2010 in de nieuwe GP3-klasse voor het team Carlin Motorsport, met als teamgenoten de Brit Dean Smith en de Braziliaan Lucas Foresti.

### Indy Lights
In 2011 maakte hij de overstap naar de Indy Lights en reed hij het seizoen voor Sam Schmidt Motorsports. Hij won op Saint Petersburg, Indianapolis, Iowa, Edmonton en New Hampshire en won het kampioenschap.

### Indy Cars
Vanaf 2012 reed Newgarden in de Indy Cars. Na eerst enkele jaren achter in het veld te hebben gereden, stapte hij in 2017 over naar Team Penske. Zowel in 2017 als in 2019 won hij met Penske het kampioenschap. De jaren daarna was hij nog enkele keren dicht bij het kampioenschap, maar hij bleef tot driemaal toe steken op de tweede positie in de eindklassering.
In 2023 wist hij vanaf de 17e startpositie de prestigieuze Indianapolis 500-race te winnen. Het was toen zijn twaalfde deelname aan deze race. Ook in 2024 won Newgarden de race. Door in de laatste bocht van de laatste ronde de Mexicaan Patricio O'Ward voorbij te steken, werd hij de eerste tweevoudig winnaar op rij sinds 2002 (Helio Castroneves).

## Resultaten

### GP3
| Jaar | Team   | 1           | 2          | 3          | 4          | 5           | 6          | 7          | 8          | 9          | 10         | 11        | 12          | 13          | 14         | 15        | 16        | Positie | Punten |
| ---- | ------ | ----------- | ---------- | ---------- | ---------- | ----------- | ---------- | ---------- | ---------- | ---------- | ---------- | --------- | ----------- | ----------- | ---------- | --------- | --------- | ------- | ------ |
| 2010 | Carlin | ESP FEA Ret | ESP SPR 16 | TUR FEA 10 | TUR SPR 23 | VAL FEA Ret | VAL SPR 26 | GBR FEA 16 | GBR SPR 11 | GER FRA 18 | GER SPR 19 | HUN FEA 7 | HUN SPR Ret | BEL FEA DNS | BEL SPR 21 | ITA FEA 7 | ITA SPR 5 | 18th    | 8      |

### IndyCar Racing

#### Indy Lights
| Jaar | Team                    | 1     | 2     | 3      | 4      | 5     | 6     | 7     | 8     | 9     | 10    | 11    | 12    | 13    | 14    | Positie | Punten |
| ---- | ----------------------- | ----- | ----- | ------ | ------ | ----- | ----- | ----- | ----- | ----- | ----- | ----- | ----- | ----- | ----- | ------- | ------ |
| 2011 | Sam Schmidt Motorsports | STP 1 | ALA 6 | LBH 13 | INDY 1 | MIL 2 | IOW 1 | TOR 8 | EDM 2 | EDM 1 | TRO 3 | NHM 1 | BAL 2 | KTY 2 | LVS 9 | 1st     | 553    |

#### IndyCar Series
| Jaar | Team                        | Chassis      | Motor     | 1       | 2      | 3      | 4      | 5       | 6       | 7      | 8      | 9      | 10     | 11     | 12     | 13     | 14     | 15     | 16     | 17    | 18     | 19     | Rank | Points |
| ---- | --------------------------- | ------------ | --------- | ------- | ------ | ------ | ------ | ------- | ------- | ------ | ------ | ------ | ------ | ------ | ------ | ------ | ------ | ------ | ------ | ----- | ------ | ------ | ---- | ------ |
| 2012 | Sarah Fisher Hartman Racing | Dallara DW12 | Honda     | STP 11  | ALA 17 | LBH 26 | SAO 23 | INDY 25 | DET 15  | TXS 13 | MIL 25 | IOW 19 | TOR 13 | EDM 17 | MDO 12 | SNM 23 | BAL    | FON 16 |        |       |        |        | 23rd | 200    |
| 2013 | Sarah Fisher Hartman Racing | Dallara DW12 | Honda     | STP 23  | ALA 9  | LBH 13 | SAO 5  | INDY 28 | DET 7   | DET 16 | TXS 8  | MIL 11 | IOW 15 | POC 5  | TOR 23 | TOR 11 | MDO 23 | SNM 24 | BAL 2  | HOU 5 | HOU 13 | FON 20 | 14th | 348    |
| 2014 | Sarah Fisher Hartman Racing | Dallara DW12 | Honda     | STP 9   | LBH 19 | ALA 8  | IMS 17 | INDY 30 | DET 20  | DET 17 | TXS 11 | HOU 20 | HOU 20 | POC 8  | IOW 2  | TOR 20 | TOR 13 | MDO 12 | MIL 5  | SNM 6 | FON 10 |        | 13th | 406    |
| 2015 | CFH Racing                  | Dallara DW12 | Chevrolet | STP 12  | NLA 9  | LBH 7  | ALA 1  | IMS 20  | INDY 9  | DET 8  | DET 21 | TXS 21 | TOR 1  | FON 21 | MIL 5  | IOW 2  | MDO 13 | POC 2  | SNM 21 |       |        |        | 7th  | 431    |
| 2016 | Ed Carpenter Racing         | Dallara DW12 | Chevrolet | STP 22  | PHX 6  | LBH 10 | ALA 3  | IMS 21  | INDY 3  | DET 14 | DET 4  | ROA 8  | IOW 1  | TOR 22 | MDO 10 | POC 4  | TXS 22 | WGL 2  | SNM 6  |       |        |        | 4th  | 502    |
| 2017 | Team Penske                 | Dallara DW12 | Chevrolet | STP 8   | LBH 3  | ALA 1  | PHX 9  | IMS 11  | INDY 19 | DET 4  | DET 2  | TXS 13 | ROA 2  | IOW 6  | TOR 1  | MDO 1  | POC 2  | GTW 1  | WGL 18 | SNM 2 |        |        | 1st  | 642    |
| 2018 | Team Penske                 | Dallara DW12 | Chevrolet | STP 7   | PHX 1  | LBH 7  | ALA 1  | IMS 11  | INDY 8  | DET 9  | DET 15 | TXS 13 | ROA 1  | IOW 4  | TOR 9  | MDO 4  | POC 5  | GTW 7  | POR 10 | SNM 8 |        |        | 5th  | 560    |
| 2019 | Team Penske                 | Dallara DW12 | Chevrolet | STP 1   | COA 2  | ALA 4  | LBH 2  | IMS 15  | INDY 4  | DET 1  | DET 19 | TXS 1  | ROA 3  | TOR 4  | IOW 1  | MDO 14 | POC 5  | GTW 7  | POR 5  | LAG 8 |        |        | 1st  | 641    |
| 2020 | Team Penske                 | Dallara IR18 | Chevrolet | STP TBD | ALA    | LBH    | COA    | IMS     | INDY    | DET    | DET    | TXS    | ROA    | RIR    | TOR    | IOW    | MDO    | GTW    | POR    | LAG   |        |        | -*   | 0*     |

| Seizoen | Team        | Motor     | Races | Over- winningen | Pole Positions | Podiums | Punten | Rang |
| ------- | ----------- | --------- | ----- | --------------- | -------------- | ------- | ------ | ---- |
| 2020    | Team Penske | Chevrolet | 14    | 4               | 3              | 6       | 521    | 2    |
| 2021    | Team Penske | Chevrolet | 16    | 2               | 4              | 6       | 511    | 2    |
| 2022    | Team Penske | Chevrolet | 17    | 5               | 1              | 6       | 544    | 2    |
| 2023    | Team Penske | Chevrolet | 17    | 4               | 0              | 5       | 479    | 5    |

#### Indianapolis 500
| Jaar | Chassis | Motor     | Start | Finish | Team                        |
| ---- | ------- | --------- | ----- | ------ | --------------------------- |
| 2012 | Dallara | Honda     | 7     | 25     | Sarah Fisher Hartman Racing |
| 2013 | Dallara | Honda     | 25    | 28     | Sarah Fisher Hartman Racing |
| 2014 | Dallara | Honda     | 8     | 30     | Sarah Fisher Hartman Racing |
| 2015 | Dallara | Chevrolet | 9     | 9      | CFH Racing                  |
| 2016 | Dallara | Chevrolet | 2     | 3      | Ed Carpenter Racing         |
| 2017 | Dallara | Chevrolet | 22    | 19     | Team Penske                 |
| 2018 | Dallara | Chevrolet | 4     | 8      | Team Penske                 |
| 2019 | Dallara | Chevrolet | 8     | 4      | Team Penske                 |
| 2020 | Dallara | Chevrolet | 13    | 5      | Team Penske                 |
| 2021 | Dallara | Chevrolet | 21    | 12     | Team Penske                 |
| 2022 | Dallara | Chevrolet | 14    | 13     | Team Penske                 |
| 2023 | Dallara | Chevrolet | 17    | 1      | Team Penske                 |
| 2024 | Dallara | Chevrolet | 3     | 1      | Team Penske                 |